# Martina Gusmán
Martina Gusman est une actrice et productrice de cinéma argentine, née le 28 octobre 1978 à Buenos Aires (Argentine).

## Biographie
Martina Gusman a produit une dizaine de films argentins, parmi lesquels El Bonaerense (2002) ou Voyage en famille (2004). Elle a également joué sous la direction de son compagnon Pablo Trapero dans le film Nacido y criado et dans Leonera. Ce dernier film lui vaudra plusieurs prix, dont celui de la meilleure jeune actrice remis par l'Académie des arts et techniques cinématographiques d'Argentine (équivalent argentin des Césars ou des Oscars).
En 2011, elle est membre du jury des longs métrages présidé par Robert De Niro lors du Festival de Cannes.

## Filmographie

### En tant qu'actrice
- 2006 : Nacido y criado de Pablo Trapero : Milli
- 2008 : Leonera de Pablo Trapero : Julia
- 2010  : Para vestir santos, série TV : Laura
- 2010 : Carancho de Pablo Trapero : Luján
- 2010 : Las mujeres llegan tarde
- 2010 : Lo que el tiempo nos dejó TV
- 2011 : La vida nueva de Santiago Palavecino : Laura
- 2012 : Elefante blanco de Pablo Trapero : Luciana
- 2012 : Las mujeres llegan tarde de Marcela Balza
- 2016 : El Marginal (série télévisée)
- 2018 : La quietud de Pablo Trapero : Mia
- 2021 : Innocent : Kimmy Dale

### En tant que productrice
- 2002 : Ciudad
- 2002 : El bonaerense
- 2003 : La mecha
- 2004 : Voyage en famille
- 2005 : Di buen día a papá
- 2005 : Géminis
- 2005 : Mbya, tierra en rojo, documentaire
- 2005 : Mi mejor enemigo
- 2006 : Nacido y criado
- 2008 : Leonera
- 2009 : Excursiones
- 2012 : Carancho

## Récompenses
- 2008 : Meilleure actrice au Lima Latin American Film Festival pour Leonera
- 2008 : Meilleure actrice aux Clarin Entertainment Awards pour Leonera
- 2008 : Meilleure actrice à l'Academy of Motion Picture Arts and Sciences of Argentina pour Leonera
- 2009 : Meilleure actrice au Festival international du film de Palm Springs pour Leonera
- 2010 : Révélation féminine aux Premios Martín Fierro pour Lo que el tiempo nos dejó et Para vestir santos
- 2011 : Meilleure actrice au Festival international du film de Dublin pour Carancho